# Andreas Bernstorff
Andreas (von) Bernstorff (21. oktober 1811 på Grünhorst i Slesvig – 19. april 1864) var en dansk officer.
Bernstorff fødtes 21. oktober 1811 i Slesvig på godset Grünhorst, som faderen, kammerherre Andreas Hartwig Barthold Friedrich von Bernstorff, der havde været dansk officer, den gang ejede; moderen var Hedvig f. von Sperling, datter af gehejmeråd og amtmand i Slesvig von Sperling. 15 år gammel trådte han ind på Artillerikadetinstituttet i København, blev stykjunker 1830, men da instituttet hævedes samme år blev han landkadet og afgik fra Akademiet i 1831 som sekondløjtnant ved det oldenborgske infanteriregiment. Udnævnt til premierløjtnant 1836 kom han til 1. linjebataillon og ansattes som adjudant hos Olaf Rye.
Ved Treårskrigens udbrud 1848 blev Bernstorff, som kort efter forfremmedes til kaptajn, kompagnichef ved 2. reservebataillon og deltog som sådan i slaget ved Dybbøl 5. juni og ved Adsbøl 6. april 1849. I 1850 ansattes han som kommandør for 4. infanteribrigades stab og udmærkede sig i kampene ved Helligbæk, Isted og Stenten Mølle. Efter Fredsslutningen overgik han som Stabschef til 2. reservebrigade, men kom i 1851 ved det holstenske kontingents oprettelse til dettes 3. bataljon som næstkommanderende og forfremmedes kort efter til major. Bataljonen indlemmedes senere som 17. bataljon i den danske hær, og Bernstorff overtog i 1857 midlertidig kommandoen derover, men erholdt den endelig ved udnævnelsen til oberstløjtnant i 1858.
I december 1863, da han alt var blevet chef for 17. regiment, forfremmedes han til oberst og rykkede derpå i felten. Hans udholdenhed, tapperhed, praktiske Blik og øvrige soldatermæssige egenskaber ville altid sikre ham en høj plads i vor krigshistorie; navnlig udmærkede han sig under Dybbøls forsvar. I ikke mindre end 20 dage, fra 29. marts til 18. april, forblev han, dels som brigade-, dels som regimentskommandør, næsten uafbrudt i Dybbølstillingen. 18. april ville han gøre et forsøg på at tilbageerobre Skansen VII, men såredes først i armen, dernæst i overlivet, således at han faldt i preussisk fangenskab. Han døde dagen efter på pastorallasarettet i Broager.
I året 1843 ægtede han Anna Vilhelmine von Sperling, en datter af oberstløjtnant, kammerherre Ditlev Magnus Adolph Ulrich von Sperling ved Husarregimentet.